# Nerf autonome
Le nerf autonome est un petit nerf qui transporte les neurones postganglionnaires sympathiques et parasympathiques du nerf zygomatico-temporal ; une branche du nerf maxillaire, jusqu'au nerf lacrymal ; une branche du nerf ophtalmique. Ces neurones dérivent respectivement du ganglion cervical supérieur et du ganglion ptérygopalatin. Ils vont jusqu'à la glande lacrymale via le nerf lacrymal. Les parasympathiques induiront des larmoiements et vice versa.